# Lelantische Ebene

Die Lelantische Ebene

Die Lelantische Ebene (griech. Ληλάντου πεδίον Lelántou pedíon) ist eine fruchtbare Ebene auf der griechischen Insel Euböa, zwischen Chalkis und Eretria. Im 8. Jahrhundert v. Chr. waren die Streitigkeiten beider Städte um diese Landschaft der Grund für den Lelantischen Krieg. Im Mittelalter hieß die Ebene Lilanto.